# Ina van Faassen
Gesina Maria (Ina) van Faassen (Amsterdam, 19 november 1928 – aldaar, 23 juli 2011) was een Nederlands actrice en cabaretière.

## Biografie
Van Faassen werd geboren als dochter van Gerard Heinrich van Faassen en Johanna Christina Heerding. Wim Sonneveld en Friso Wiegersma waren degenen die haar bij het kleinkunstfestival hadden zien spelen en haar daarna uitnodigden mee te werken in de tweede theatershow van Sonneveld. Het was een hele overstap voor haar van het toneel naar de amusementswereld, maar Van Faassen paste prima in haar nieuwe rol en de show werd een groot succes. Er werden meer dan 600 voorstellingen gegeven. Daarna was haar naam gevestigd.
Ze speelde ook mee in diverse films en televisieseries.
Van 1951 tot 1958 was ze getrouwd met journalist en architect Edo Spier. In 1960 trouwde Van Faassen met acteur Ton van Duinhoven (overleden in 2010), met wie ze ook wel optrad in diverse programma's. Zij overleed op 82-jarige leeftijd en werd begraven op Zorgvlied.

## Filmografie en tv-werk (selectie)
- Het grote mes (1960)
- Makkers, staakt uw wild geraas (1960)
- De roof van de gordel (1964)
- Ina (1968), televisieshow van Rob Touber
- Ina in kleur (1969), televisieshow van Rob Touber
- Hans Brinker (1969)
- Waaldrecht (1973)
- De koperen tuin (1975)
- Ieder zijn deel (1976-78)
- Cassata (1979)
- De weduwnaar (1990)
- Zonder Ernst (1993, 1998) als Tante Lily
- Mama's proefkonijn (1996)
- Baantjer (1995-2006) - De Cock en de moord op jaren (1998)
- Het Zonnetje in Huis (1999)
- Oh oh Den Haag (2000)
- Polonaise (2002)
- Liever verliefd (2003)
- Hartslag (2004)
- Daar gaat de bruid (klucht)